# أمين الدخيل
أمين نوفل الدخيل (6 مارس 2002) ، هو لاعب كرة قدم في مركز قلب دفاع ، من أصل عراقي يحمل الجنسية البلجيكية، ويلعب حاليا مع منتخب بلجيكا ونادي شتوتغارت الألماني بعدما انتقل له من بيرنلي الإنجليزي.

## المسيرة المهنية
بدأ أمين الدخيل مسيرته الاحترافية في عالم كرة القدم من بلجيكا، حيث انضم إلى نادي ستاندارد لييج. في البداية، كان ضمن فريق الشباب، الذي قضى معه عاماً واحداً أظهر خلاله مهاراته وقدراته المتميزة. أداءه الرائع في تلك الفترة لفت الأنظار، مما أدى إلى ترقيته إلى الفريق الأول للنادي. في فريق ستاندرد لييج الأول، خاض 22 مباراة وقدم فيها أداءً مميزاً نال إعجاب المتابعين والمحللين الرياضيين.
بفضل مستواه الممتاز، جذب أمين الدخيل اهتمام نادي سينت ترويدن البلجيكي، الذي قرر التعاقد معه مقابل 500 ألف يورو. خلال فترة وجوده مع سينت ترويدن، شارك في 16 مباراة وسجل هدفاً واحداً. رغم أن سجله التهديفي لم يكن ضخماً، إلا أن تأثيره على الفريق كان ملحوظاً بفضل أدائه الدفاعي وتقديمه لمستوى جيد.
مع انتهاء عقده مع سينت ترويدن، قرر أمين الدخيل أن يستكشف فرصة جديدة في الدوري الإنجليزي الممتاز، فانتقل إلى نادي بيرنلي. في بيرنلي، خاض موسمين كاملين، خلالهما أثبت جدارته وقدرته على التكيف مع أسلوب اللعب الإنجليزي. أداءه الرائع لفت انتباه الأندية الكبرى، مما فتح أمامه أبواب الانتقال إلى دوري جديد.
في 27 أغسطس 2024، انتقل أمين الدخيل إلى نادي شتوتغارت، الألماني، وهو أحد الأندية البارزة في البوندسليغا. الانتقال إلى شتوتغارت كان بمثابة فرصة العمر بالنسبة له، حيث يمثل تحديًا جديدًا في مسيرته الاحترافية.